# Dassault Neuron
Dassault nEUROn (de fyra centrala bokstäverna skrivs med versaler för att utmärka att det är ett Europaprojekt) är ett projekt att skapa en avancerad europeisk stridsdrönare (en beväpnad obemannad flygfarkost) med smygegenskaper. Neuron är ett samarbetsprojekt mellan, bland andra, Dassault, SAAB och EADS och testflögs för första gången i december 2012.

## Teknik
Neuron är ett så kallat smygflygplan, speciellt för bombfällning då Neuron har större lyftkapacitet än befintliga drönare på marknaden. Smygtekniken på Neuron gör att den kommer att vara mindre synlig för fientlig radar.

## Deltagande länder
Utvecklingen av drönarprototypen Neuron genomförs av ett europeiskt samarbete mellan Sverige, Frankrike, Italien, Spanien, Schweiz och Grekland. Av dessa sex länder är Sverige och Frankrike de två drivande.